# Simon Khan
Simon Khan (* 16. Juni 1972 in Chingford, England) ist ein englischer Profigolfer der European Tour.
Als Zwölfjähriger sah er Seve Ballesteros bei dessen Open Championship Sieg und beschloss, mit Hilfe seines Großvaters das Golfspiel zu erlernen. Er wurde 1991 Berufsgolfer, aber erst nach der Jahrtausendwende gelang es Khan, sich auf der European Tour zu etablieren. In der Saison 2004 gelang ihm der erste Turniererfolg bei den Celtic Manor Wales Open und er erreichte Platz 27 in der European Tour Order of Merit. 2006 schaffte Khan den zweiten Platz bei den prestigeträchtigen BMW PGA Championship, was ihm ein Preisgeld i.H.v. 472.220 Euro einbrachte. Am 23. Mai 2010 gewann Khan dieses Turnier mit einer 66er Runde am Schlusstag. Für diesen Sieg erhielt er 750.000 Euro und sicherte sich die Qualifikation für die European Tour für die nächsten fünf Jahre.
Der eingeschworene FC Arsenal Fan ist seit 2002 mit seiner Frau Lesley verheiratet und hat ein Kind.

## European Tour Siege
- 2004 Celtic Manor Wales Open
- 2010 BMW PGA Championship

## Andere Turniersiege
- 1996 Essex Open
- 1999 East Region Championship
- 2000 Essex Open
- 2009 European Tour Qualifying School

## Resultate bei Major Championships
| Tournament        | 2000 | 2001 | 2002 | 2003 | 2004 | 2005 | 2006 | 2007 | 2008 | 2009 |
| ----------------- | ---- | ---- | ---- | ---- | ---- | ---- | ---- | ---- | ---- | ---- |
| Masters           | DNP  | DNP  | DNP  | DNP  | DNP  | DNP  | DNP  | DNP  | DNP  | DNP  |
| US Open           | DNP  | DNP  | DNP  | DNP  | DNP  | DNP  | DNP  | DNP  | DNP  | CUT  |
| Open Championship | CUT  | DNP  | DNP  | DNP  | DNP  | T41  | T31  | DNP  | T39  | DNP  |
| PGA Championship  | DNP  | DNP  | DNP  | DNP  | DNP  | DNP  | CUT  | DNP  | DNP  | DNP  |

| Tournament        | 2010 | 2011 | 2012 | 2013 | 2014 | 2015 |
| ----------------- | ---- | ---- | ---- | ---- | ---- | ---- |
| Masters           | DNP  | DNP  | DNP  | DNP  | DNP  | DNP  |
| US Open           | CUT  | DNP  | DNP  | 72   | DNP  |      |
| Open Championship | T55  | T38  | T45  | DNP  | DNP  |      |
| PGA Championship  | T24  | DNP  | DNP  | DNP  | DNP  |      |

DNP = nicht teilgenommen

CUT = Cut nicht geschafft

„T“ geteilte Platzierung

Grüner Hintergrund für Siege

Gelber Hintergrund für Top 10

## Teilnahme in Mannschaftsbewerben
- Seve Trophy: 2013